# 桑野駅
桑野駅（くわのえき）は、徳島県阿南市桑野町岡元にある四国旅客鉄道（JR四国）牟岐線の駅。駅番号はM15。

## 概要
鉄道の通っていない那賀町の玄関口にもなっている。朝夕には徳島発着の普通列車2.5往復（下り1本は鳴門線鳴門発、上り1本は高徳線板野行き）が当駅で折り返す。

## 歴史
- 1936年（昭和11年）3月27日：開業[2]。
- 1950年（昭和25年）3月26日 - 昭和天皇のお召し列車が5分間停車。駅前奉迎が行われる（昭和天皇の戦後巡幸）[4]。
- 1970年（昭和45年）4月1日：貨物の取り扱いを廃止[2]。
- 1984年（昭和59年）2月1日：荷物扱い廃止[2]。
- 1987年（昭和62年）4月1日：国鉄分割民営化によりJR四国の駅となる[2]。
- 1992年（平成4年）7月23日：契約社員による直営駅となり、午後と日曜・祝日は駅員不在となる[5]。
- 2001年（平成13年）10月1日：特急列車がすべて停車するようになる。これ以前には、一部のみが停車していた。
- 2010年（平成22年）9月1日：無人化[3][6]。
- 2019年（平成31年/令和元年）
  - 4月以降：自動券売機を撤去[7]。
  - 6月4日：トイレ廃止。

## 駅構造

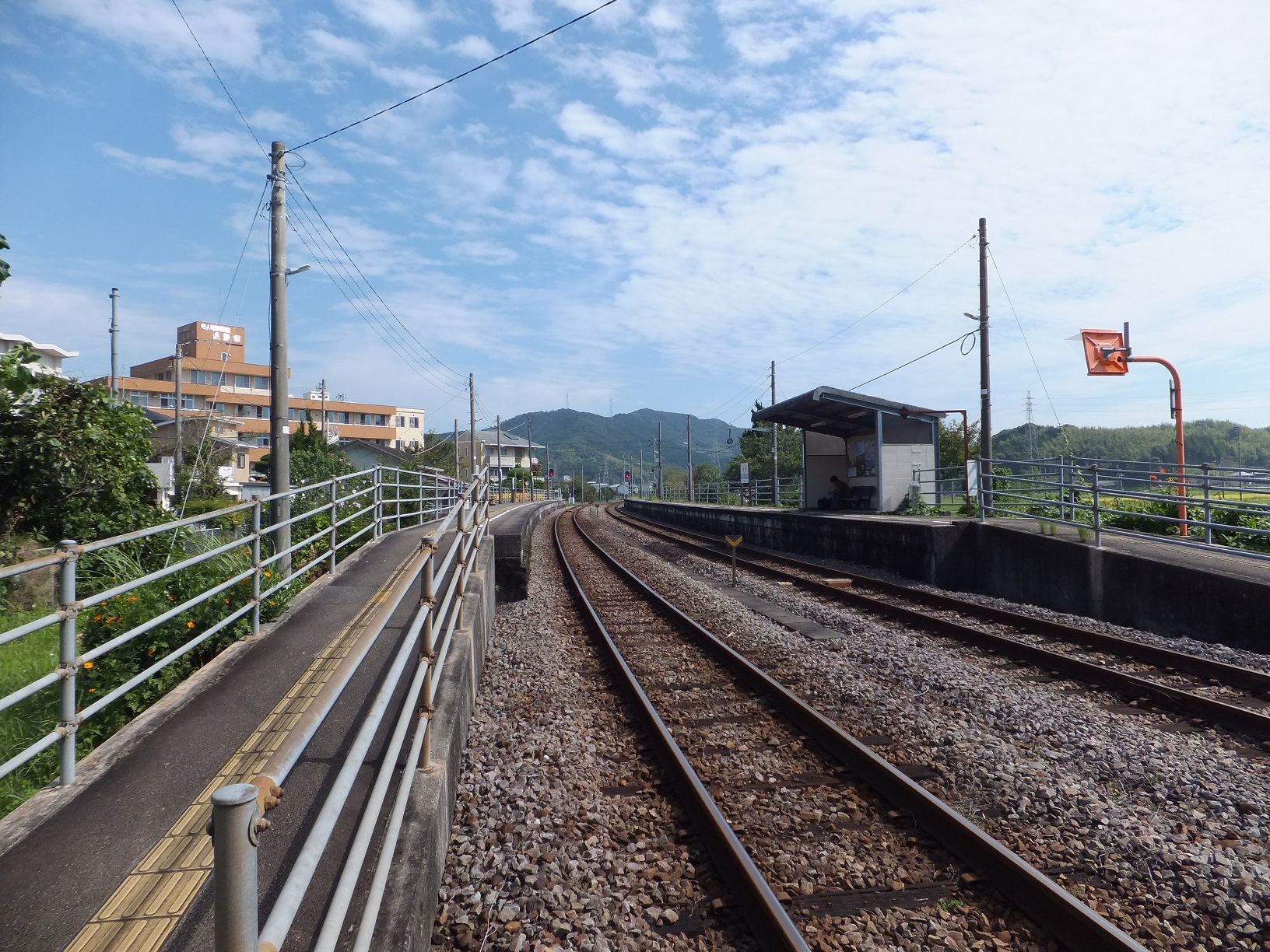
ホーム（2015年9月）

相対式ホーム2面2線を有する地上駅。木造駅舎とホームは構内踏切で連絡する。留置側線がある。
無人駅。1992年からJR四国契約社員による直営駅であった。阿南駅が管轄している。
駅舎内に自動券売機が設置されていたが、この自動券売機は2019年4月以降に撤去されている。
また、改札内に汲み取り式のトイレがあったが、2019年廃止した。トイレの入り口は板で塞がれている。

### のりば
| のりば | 路線    | 方向 | 行先               | 備考          |
| ------ | ------- | ---- | ------------------ | ------------- |
| 1      | ■牟岐線 | 上り | 阿南・徳島方面     | 一部2番のりば |
| 2      | ■牟岐線 | 下り | 牟岐・阿波海南方面 |               |

- 朝と夕方に当駅始発の徳島方面行き列車が設定されている。これらはすべて、2番のりばから発車する[10]。

## 利用状況
1日平均乗車人員は下記の通り。
| - 225人（1995年度） - 218人（1996年度） - 202人（1997年度） - 202人（1998年度） - 183人（1999年度） - 169人（2000年度） - 157人（2001年度） - 136人（2002年度） - 139人（2003年度） - 117人（2004年度） | - 120人（2005年度） - 109人（2006年度） - 101人（2007年度） - 106人（2008年度） - 100人（2009年度） - 106人（2010年度） - 118人（2011年度） - 118人（2012年度） - 146人（2013年度） - 128人（2014年度） |

## 駅周辺
行政施設
- 阿南市役所桑野住民センター
- 阿南警察署桑野町駐在所

教育施設
- 阿南市立桑野保育所
- 阿南市立桑野小学校
- 阿南市立阿南第二中学校
- 阿南市立桑野公民館
- 徳島県立南部テクノスクール

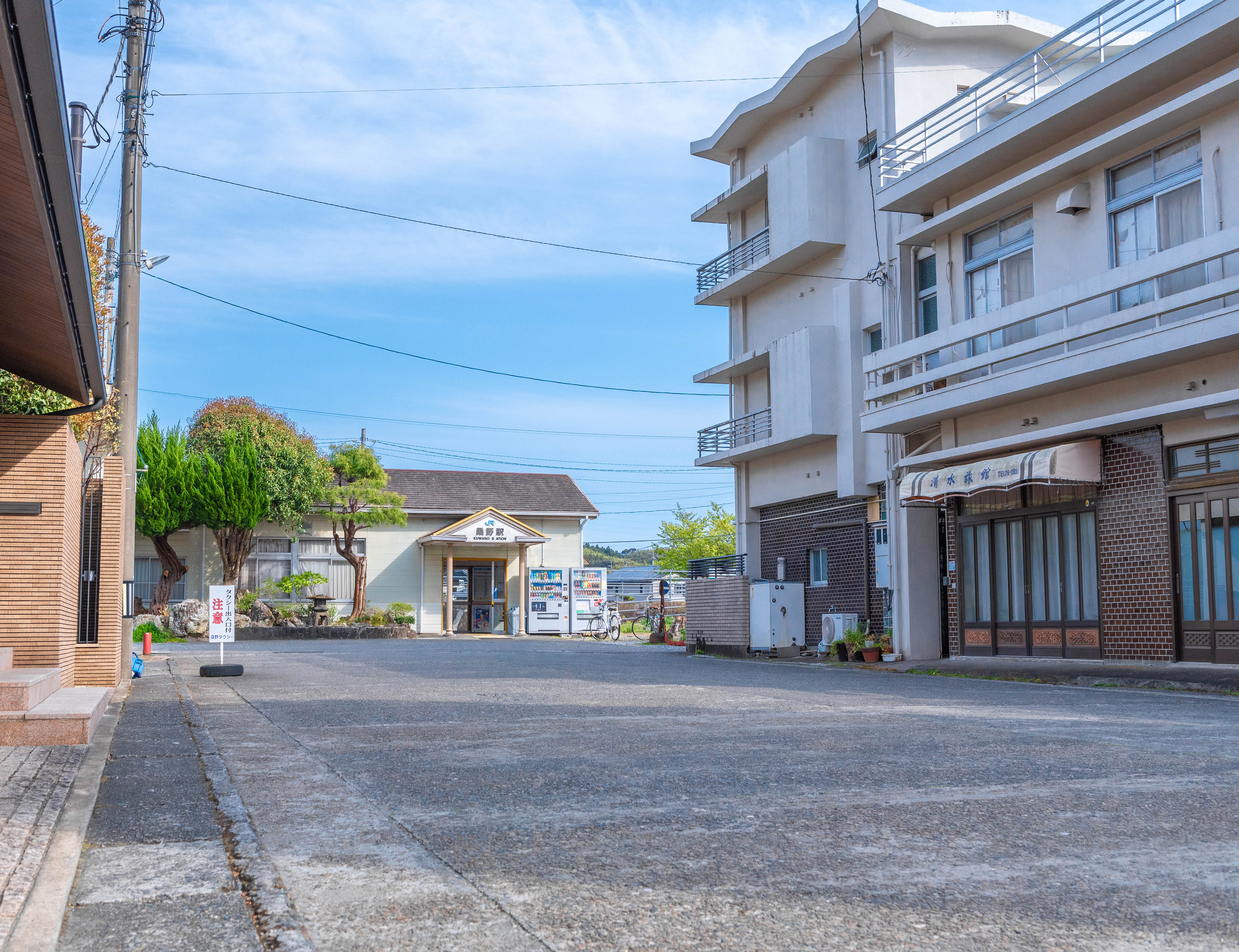
駅前（2022年4月）

- 徳島県南部健康運動公園（アグリあなんスタジアム）

金融機関・郵便局
- 日本郵便桑野郵便局
- 徳島大正銀行桑野支店
- 徳島県農業協同組合桑野支店

宿泊施設
- えもとビジネス旅館

川
- 桑野川

道路
- 国道195号
- 徳島県道24号羽ノ浦福井線

社寺・史跡
- 萬福寺
- 梅谷寺
- 桑野天神社

## バス路線
国道195号沿いに「桑野上」停留所があり、徳島バスと徳島バス南部の路線が経由する。
徳島バス
- 長生線

徳島バス南部
- 丹生谷線

## 隣の駅
四国旅客鉄道（JR四国）
■牟岐線
- 臨時特急「やくおうじ」停車駅

■普通
阿波橘駅 (M14) - 桑野駅 (M15) - 新野駅 (M16)